# Срібнобобовець Біберштайна
{{#ifeq:0|0|{{#if:Argyrolobium biebersteinii|{{#if:|[[]}}|[[]]}}}}
Срібнобобовець Біберштайна (Argyrolobium biebersteinii) — вид квіткових рослин з родини бобових (Fabaceae).

## Біоморфологічна характеристика
Запушений напівкущик 10–40 см заввишки, з численними гілками, з трав'янистою чи злегка дерев'янистою основою. Листки з 3 зворотно-яйцеподібними, зверху голими листочками. Листочки 8–25 мм, оберненояйцеподібні. Квітки в головчасто-волотистому 2–6-квітковому 1.5–2.5 см суцвітті; віночок світло-жовтий чи сірчано-жовтий, 8–14 мм завдовжки. Біб 25–35 × 4 мм, шовковисто запушений, містить 6–10 насінин.

## Поширення
Поширення: Крим, Північний Кавказ, Південний Кавказ, Туреччина, Іран.
В Україні вид росте на узліссях, серед чагарників, на сланцевих схилах — у зх. ч. гірського Криму, досить рідко